# Гай Теренций Истра
Гай Тере́нций И́стра (лат. Gaius Terentius Istra; умер после 181 года до н. э.) — римский политический деятель, претор 182 года до н. э.
Истра происходили из плебейского рода Теренциев. В 182 году до н. э. он занимал должность претора и был наместником на Сардинии. В следующем году Истра вместе с Гаем Кальпурнием Пизоном и Публием Клавдием Пульхром входил в состав коллегии, ответственной за основание колонии в бывшем этрусском городе Грависки.